# Scorpio palmatus
Espèce
Synonymes
- Buthus palmatus Ehrenberg, 1828
- Scorpio maurus palmatus (Ehrenberg, 1828)
- Buthus palmatus flavus Ehrenberg, 1829
- Buthus palmatus rufus Ehrenberg, 1829

Scorpio palmatus est une espèce de scorpions de la famille des Scorpionidae.

## Distribution
Cette espèce se rencontre en Égypte, en Libye, au Soudan et en Israël,.

## Description

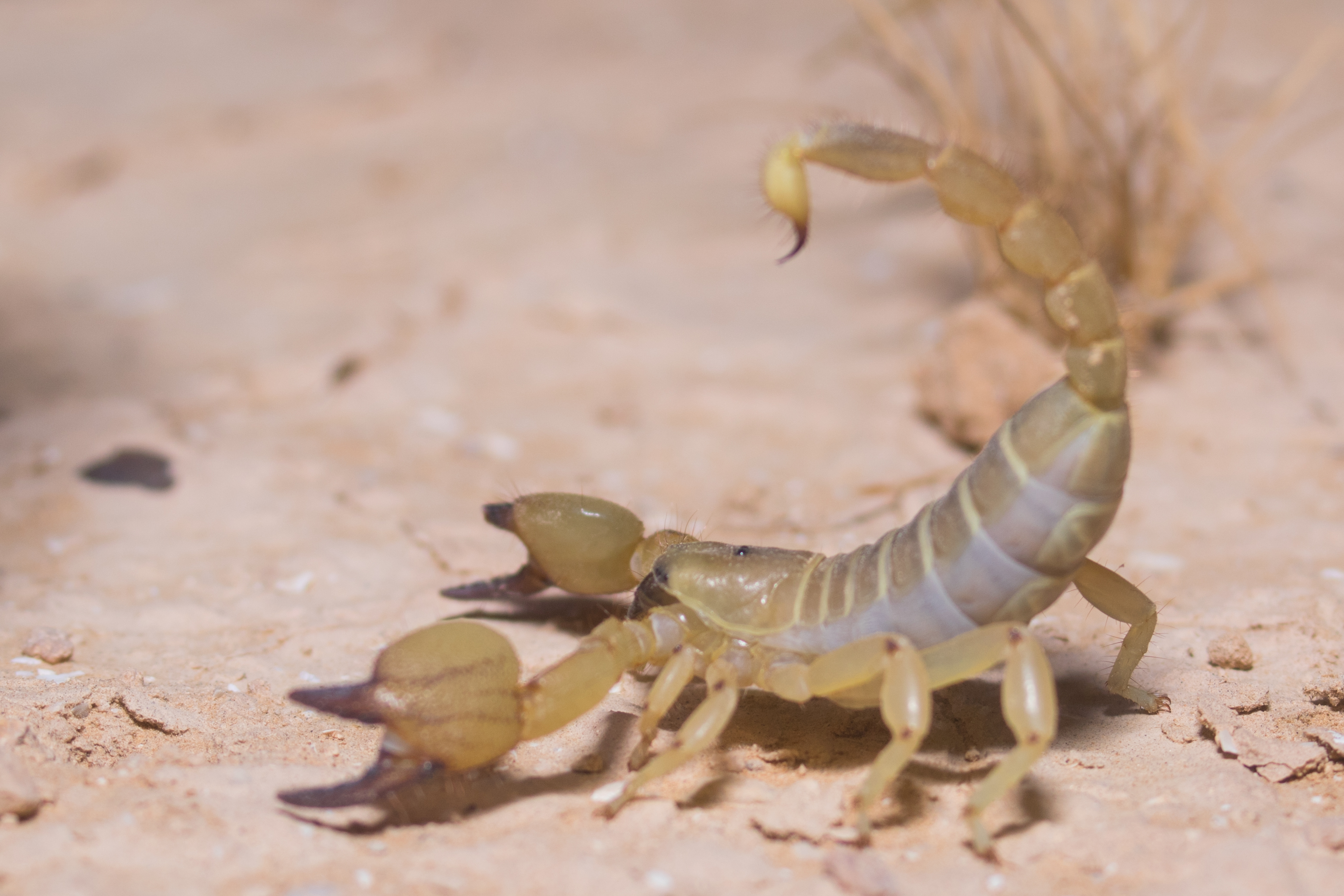
Scorpio palmatus

Scorpio palmatus

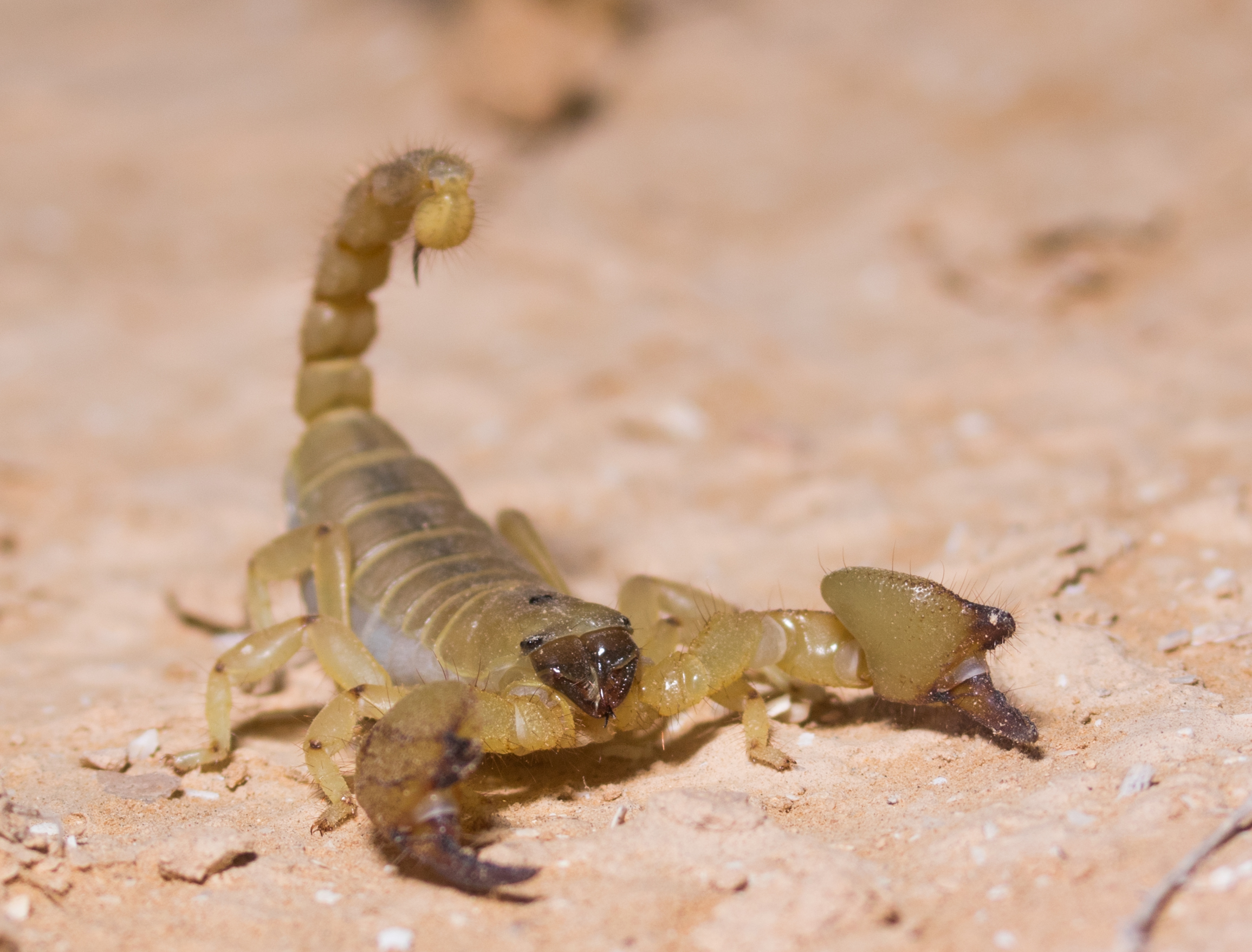
Scorpio palmatus

Le mâle décrit par Yağmur et Badry en 2024 mesure 44,49 mm et la femelle 47,92 mm.

## Systématique et taxinomie
Cette espèce a été décrite sous le protonyme Buthus palmatus par Ehrenberg en 1828. Elle est considérée comme une sous-espèce de Scorpio maurus par Birula en 1910. Elle est élevée au rang d'espèce par Talal et al. en 2015.

## Publication originale
- Ehrenberg, 1828 : « Arachnoidea, Scorpiones. » Symbolae physicae seu icones et descriptiones animalium evertebratorum sepositis insectis quae ex itinere per Africanum borealem et Asiam occidentalem. Friderici Guielmi Hemprich et Christiani Godofredi Ehrenberg, studio novae aut illustratae redierunt. Percensuit editit Dr. C.G. Ehrehberg. Decas I. Berolini ex officina Academica, venditur a Mittlero, Berlin.